# 五號防空戰車

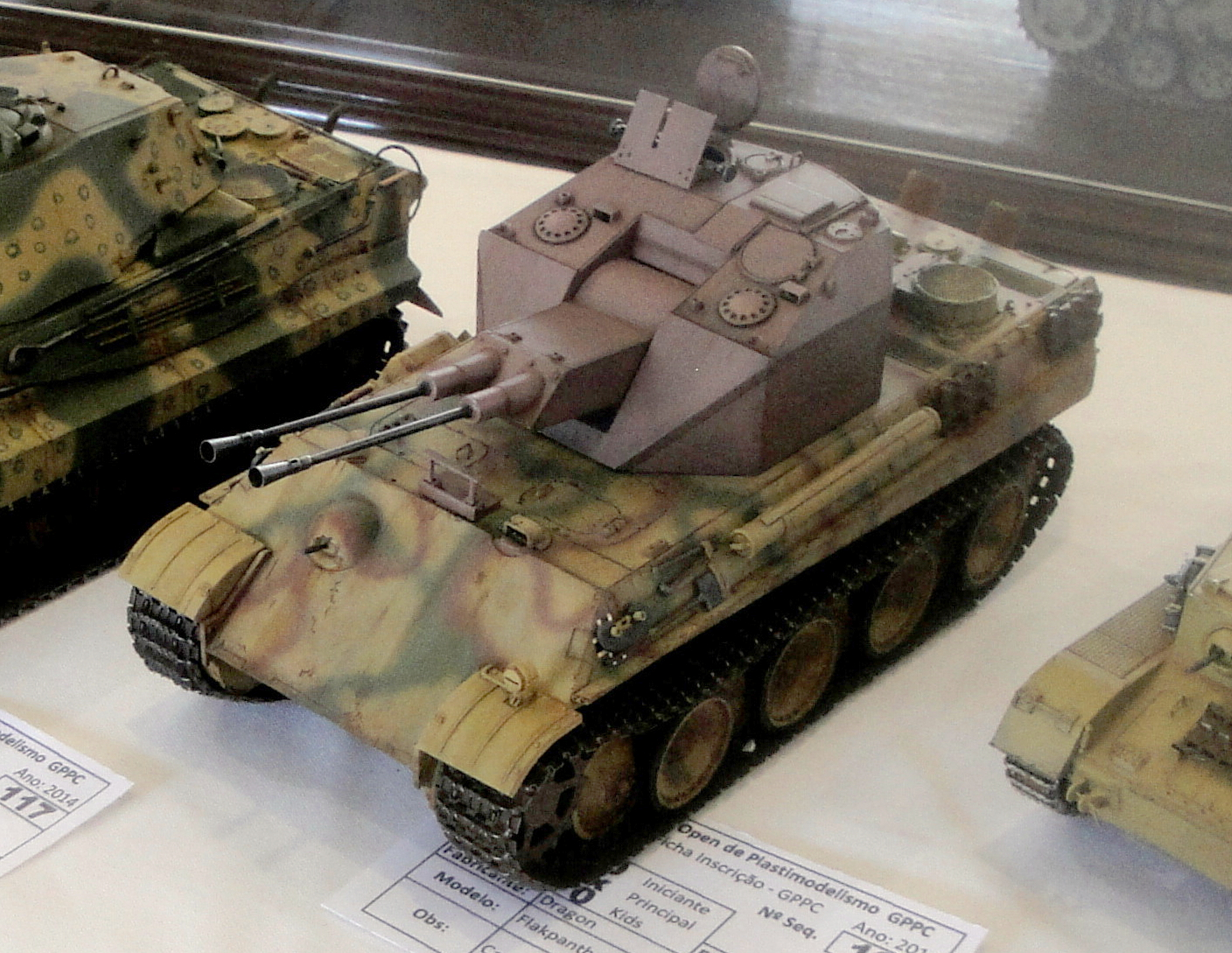
XVII Open de Plastimodelismo de Catanduva realizado no Espaço de Exposições da Estação Cultura em Catanduva. Carros de combate de diversas épocas. - panoramio cropped.jpg

五號防空戰車（Flakpanzer V Coelian）是萊茵金屬於第二次世界大戰期間為德國武裝部隊設計的自行防空系統，它是在豹式坦克的車體上，安裝一個完全封閉的旋轉砲塔，裝備部分有四門15毫米MG151L/20機炮、兩門37毫米FlaK 43年式高射炮與兩門50毫米FlaK 41年式高射炮的三種款式，但是在二次大戰結束之前並沒有任何一款建造出成車，僅停於圖紙模型階段。

## 設計與發展
在戰爭的最初幾年，國防軍對開發自走式高射砲車的興趣不大，但隨著盟軍的空中優勢越來越強大，德軍對於更多移動式和裝備更佳裝甲的自走式高射砲車的需求也在增加。國防軍開始改裝各種輪型和半履帶車輛作為移動防空陣地，以保護戰場上的裝甲和步兵部隊，以及移動司令部和後勤點等臨時前線陣地。但隨著盟軍戰鬥轟炸機和其他地面攻擊機的武器，從機槍、機砲和轟炸轉換到空對地火箭，這種開放式的防空車輛更顯得脆弱。唯一的方法是讓戰車底盤配備專門的砲塔，以便在盟軍飛機接近時射擊並能夠保護車組成員。
因此，德國陸軍高級司令部以豹式戰車底盤為基礎提出了對防空坦克的需求。萊茵金屬開發了各種版本的“Coelian”，包括一個帶有四挺20mm MG 151/20機砲的“Coelian”砲塔，但政府的要求不斷在變化，也因此不斷的修改設計（例如需要更長砲管，口徑更大的新型對空砲）。 最終，在1944年5月，開發出一個帶有一個一門55mm炮的砲塔，另一款砲塔則是配有兩門37mm的FlaK 43炮。
然而，很快就發現基於各種原因，此款防空戰車沒有底盤可用。其中包括盟軍登陸諾曼第，盟軍戰略轟炸攻勢的增加以及原料短缺。 直到1945年2月中旬，僅在一具豹式 D型的車體上安裝了了37mm砲塔模型的木製原型，直到德國投降都沒有再進一步的進度。